# Ligia dilatata
Ligia dilatata is een pissebed uit de familie Ligiidae. De wetenschappelijke naam van de soort is voor het eerst geldig gepubliceerd in 1833 door Brandt.